# Rosselia bracteata
Rosselia bracteata là một loài thực vật thuộc họ Burseraceae. Đây là loài đặc hữu của Papua New Guinea.